# Samkelisiwe Zulu
Samkelisiwe Zulu (14 de abril de 1990) é uma futebolista zimbabuense que atua como atacante. 

## Carreira
Samkelisiwe Zulufez parte do elenco da Seleção Zimbabuana de Futebol Feminino, nas Olimpíadas de 2016. 